# ماری-گابریل کاپت
ماری-گابریل کاپت (به فرانسوی: Marie-Gabrielle Capet) (زاده ۶ سپتامبر ۱۷۶۱ – درگذشته ۱ نوامبر ۱۸۱۸) نقاش نوکلاسیسیسم فرانسوی بود. او در ۶ سپتامبر ۱۷۶۱ در لیون متولد شد. ماری-گابریل از پیش‌زمینه‌ای فروتن که تجربه هنری اولیه‌اش  مشخص نیست ولی در ۱۷۸۱ وی شاگرد نقاش فرانسوی، آدلاید لابلی-گویارد، در پاریس شد. او در نقاشی پرتره درخشش خاصی از خود بروز دادو کارهای او شامل نقاشی رنگ روغن و آبرنگ می‌باشد.

## نگارخانه

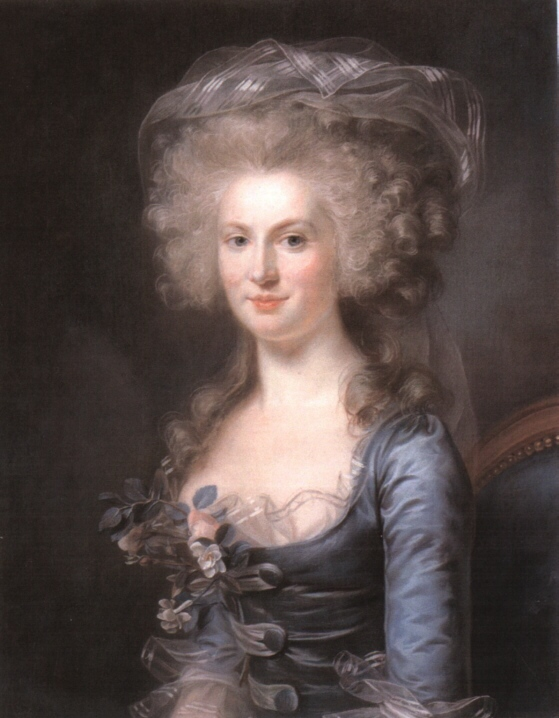
Princess Marie Adélaïde of France
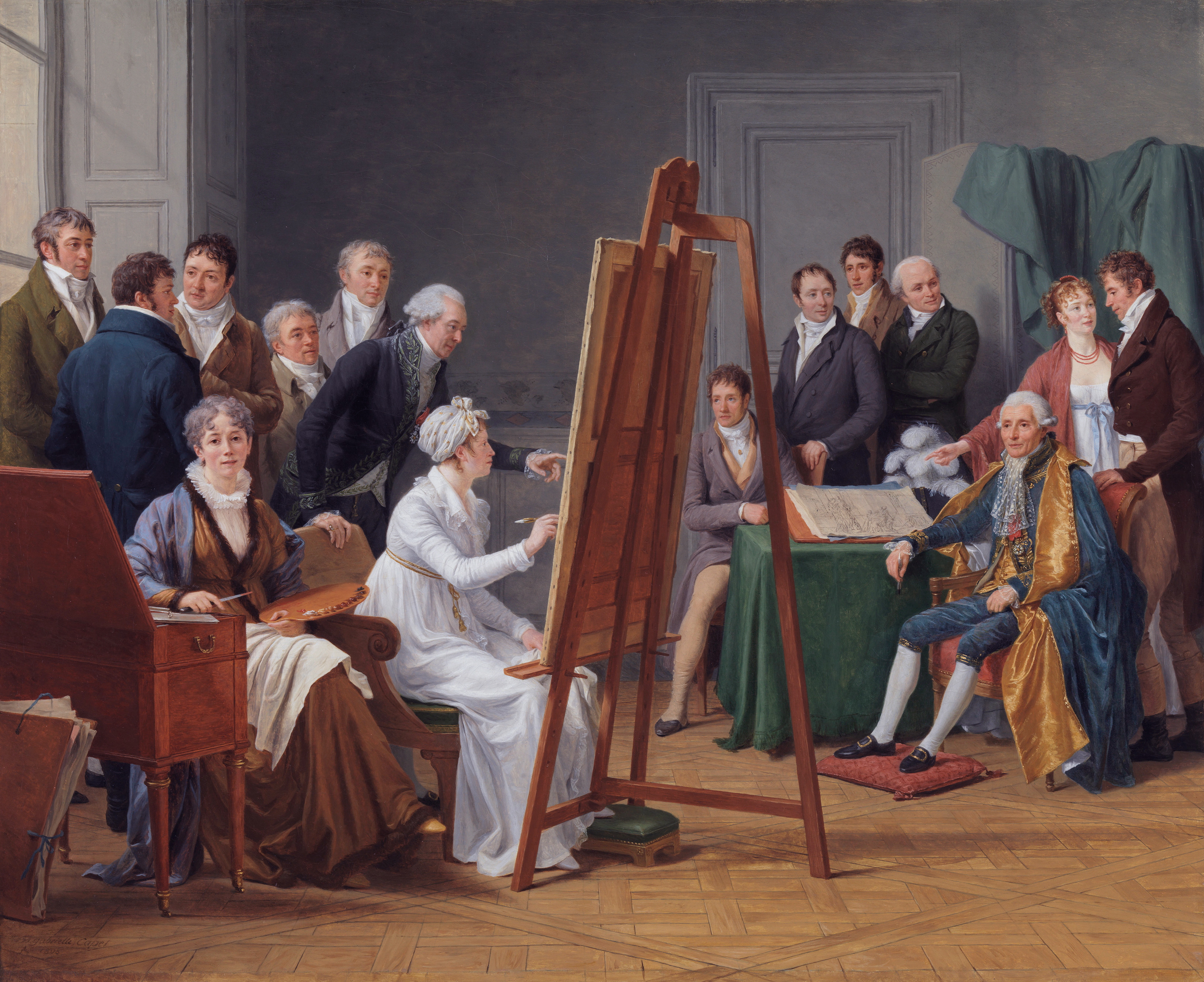
آتلیه مادام وینسنت ۱۸۰۸ م. موزه نئو پیناکوتک
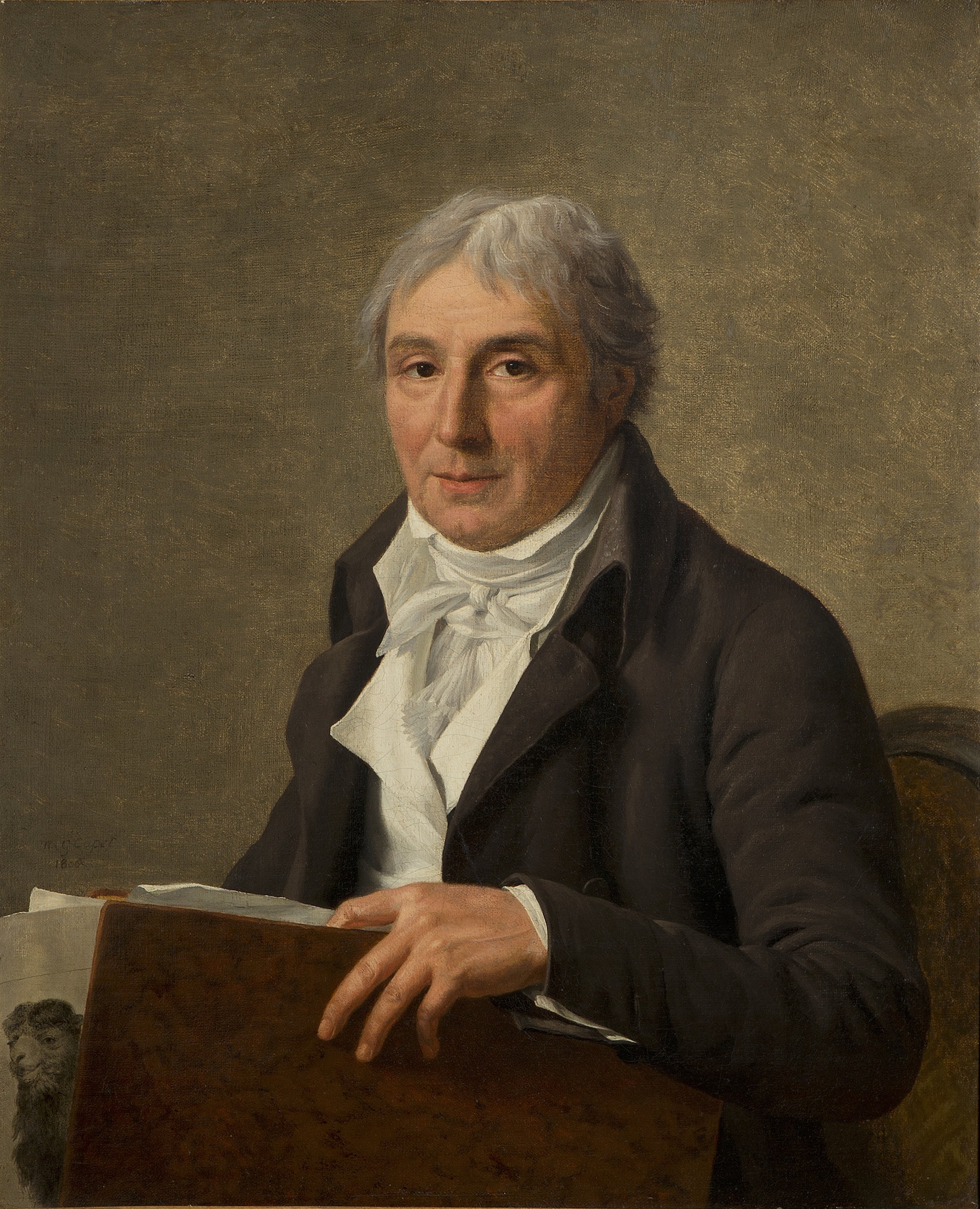
Gabrielle Marie Capet: Simon Charles Miger, 1806